# Черняев, Платон Васильевич
Платон Васильевич Черняев (3 [15] апреля 1897, Шебекинский район — 23 июля 1942, Мечётинская, Ростовская область) — советский военачальник, участник Первой мировой, Гражданской и Великой Отечественной войны. Наиболее известен командованием 156-й стрелковой дивизией 51-й армии в Крымской оборонительной операции, когда его дивизия в сентябре 1941 года на Перекопском валу первой приняла удар частей 11-й армии Э. фон Манштейна. Генерал-майор (4.06.1940).

## Биография
Родился в селе Волково (ныне в зоне затопления Белгородского водохранилища, большинство жителей переселены в 1981 году в Маслову Пристань) Шебекинского района Белгородской области в семье крестьян. У Черняевых было восемь детей. С 13 лет Платон работал по найму в своём селе, затем чернорабочим на железной дороге.

### Первая мировая и Гражданская война
Был призван в Русскую императорскую армию в мае 1916 года, служил в запасном пехотном батальоне в Виннице. Участник Первой мировой войны с августа 1916 года, воевал в составе 460-го пехотного Тишского полка, участвовал в Брусиловском прорыве и в сражениях на Румынском фронте. Был ранен и получил сильную контузию в августе 1917 года, в октябре рядовой Черняев отправлен на лечение домой.
Поддержал установление Советской власти. В ноябре 1917 года в Белгороде вступил добровольцем в отряд Красной Гвардии, где стал начальником конной разведки. В феврале 1918 года весь отряд записался в Красную Армию, на его базе был сформирован 5-й Курский советский полк. В этом полку П. Черняев командовал взводом и ротой. Воевал против гайдамаков, мятежного чехословацкого корпуса, против войск генерала А. И. Деникина. Первый бой принял участие у узловой станции Готня. В августе 1919 года был назначен командиром батальона 78-го стрелкового полка 26-й стрелковой бригады. В ходе боёв в августе 1919 года его батальон попал в окружение, но благодаря действиям командира прорвал окружение и соединился с основными силами. Черняев при этом получил тяжёлое ранение. В боях под Сызранью и Уфой получил контузию и попал в плен, через 4 дня бежал и добрался до своего полка. Его часть была переброшена на Южный фронт и придана 1-й Конной Армии. В её составе он принимал участие в боях на Донбассе, под Ростовом, на Кубани. За участие в ликвидации десанта генерала С. Г. Улагая на Кубани в августе-сентябре 1920 года был награждён орденом Красного Знамени.
В августе 1920 года был ранен вторично и в начале сентября уволен из армии. Работал секретарём в Кубано-Черноморском окружном военкомате, одновременно был начальником Новороссийского отряда ЧОН.

### Межвоенный период
В декабре 1921 года вновь вступил в РККА. Вернулся в 78-й стрелковый полк на должность командира батальона (полк тогда размещался в Сухуми). В 1922 году П. В. Черняев окончил Высшую стрелковую школу командного состава «Выстрел» в Петрограде. После их окончания с мая 1922 года — командир батальона 3-го Кутаисского стрелкового полка 1-й стрелковой дивизии, с марта 1923 служил в 37-й стрелковой дивизии Северо-Кавказского и Белорусского военных округов: помощник командира батальона, помощник заведующего хозяйством полка, командир батальона. В 1928 году окончил Высшую военно-педагогическую школу имени В. И. Ленина, по окончании с 1928 по 1930 годы преподаватель тактики пехоты в Лефортовском военном училище (Московская объединённая пехотная школа) в Москве.
С 1930 по 1932 года учился в вечерней Военной академии РККА им. М. В. Фрунзе, но окончил только два курса. С декабря 1932 - командир-военком 53-го стрелкового полка 18-й стрелковой дивизии Московского военного округа. С июля 1937 года — врид командира 90-й стрелковой дивизии Ленинградского ВО. 13 февраля 1938 года полковнику Черняеву присвоено воинское звание комбрига, и в том же феврале 1938 года он назначен командиром 30-й Иркутской Краснознамённой ордена Ленина стрелковой дивизии имени ВЦИК в Днепропетровске. С 16 августа 1939 — командир 156-й стрелковой дивизии, занимался её формированием. 156-я стрелковая дивизия была сформирована в августе-сентябре 1939 года в Харьковском военном округе, летом 1940 года передана в Одесский военный округ и переведена в Крым. Дивизия была укомплектована по штатам мирного времени, её численность составляла 3000 чел. В 1940 году Черняеву было присвоено звание генерал-майора.

### Великая Отечественная война
К началу боевых действий в Великой Отечественной войне дивизия входила в состав 9-го особого стрелкового корпуса, который 20 августа был развёрнут в 51-ю отдельную армию.
В конце августа 1941 года дивизия заняла оборону на Перекопском перешейке, в том числе и на Перекопском валу. Под руководством комдива в кратчайшие сроки были построены надёжные земляные укрепления, что способствовало снижению числа потерь в личном составе и технике. Дивизия оказалась 24 сентября 1941 года на острие главного удара противника. Э. фон Манштейн решил силами 11-й армии прорвать оборону русских на Перекопском перешейке. По его плану 54-му корпусу под командованием генерала Э. Хансена предстояло прорвать оборону противника фронтальной атакой. Для этой цели ему придавалась армейская артиллерия. В дополнение к 73-й и 46-й пехотным дивизиям в оперативное командование Хансена поступила 50-я пехотная дивизия. Такими силами предстояло прорвать фронт шириной в 7 км.

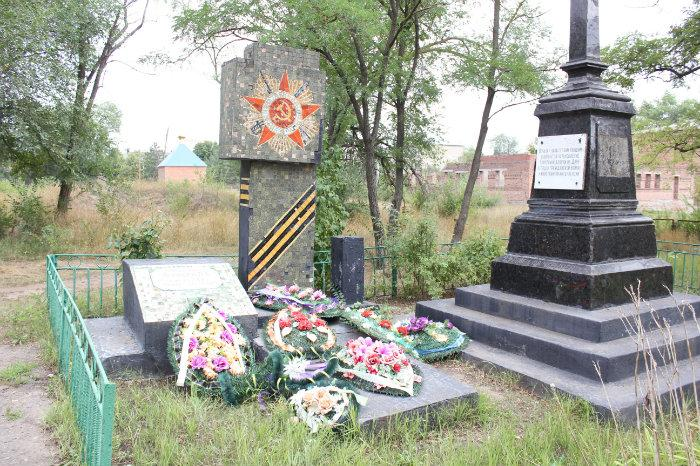
Могила генерала П. В. Черняева в станица Мёчетинская

Около 50 суток наши солдаты и офицеры героически сражались против превосходящих сил врага, выполняя задачи по обороне перешейка. Дивизия вела не только оборонительные бои, но и контратаковала противника, но потеряв личный состав и артиллерию была вынуждена отступить на Ишуньские позиции. В конце сентября Платон Васильевич был сильно контужен, а в октябре в боях у Красноперекопска получил ещё одно ранение. Несмотря на подход частей Приморской армии фронт к 28 октября был прорван. В ноябре 1941 года участвовал в отходе с Приморской армией и обороне Севастополя. Во время первого штурма города 6 ноября 1941 года попал в автокатастрофу и получил контузию и ранение. Был эвакуирован и лечился в госпитале Кисловодска.
В марте 1942 года после излечения генерал-майор П. В. Черняев был назначен начальником отдела боевой подготовки в Среднеазиатский военный округ, где занимался подготовкой резервов для фронта. После неоднократных рапортов об отправке на фронт он был вызван в Ставку и 19 июня назначен начальником оперативной группы укрепрайонов Ростовского направления, затем — комендантом 158-го УР Южного фронта. 22 июля 1942 года во время начавшегося немецкого наступления в ходе Донбасской оборонительной операции генерал-майор Черняев был смертельно ранен при артиллерийском обстреле переправы через Дон и скончался по пути в госпиталь 23 июля 1942 года.
Похоронен рядом с братской могилой советских воинов в центральном парке станицы Мечетинской Ростовской области.

## Память
На его могиле в станице Мечетинской Ростовской области в 1951 году был установлен памятник. Реставрирован в 1980-е годы. У вершины — орден Отечественной войны. На надгробной плите надпись: «Генерал-майор Черняев П. В. погиб 23. 07. 42 г. Вечная слава герою!».

## Награды
- Орден Красного Знамени (1920 или 1922)[9]
- Орден Отечественной войны 1-й степени (6.05.1965, посмертно)[10]
- Юбилейная медаль «XX лет Рабоче-Крестьянской Красной Армии» (22.02.1938)